# Polystigma amygdalinum
Polystigma amygdalinum är en svampart som beskrevs av P.F. Cannon 1996. Polystigma amygdalinum ingår i släktet Polystigma och familjen Phyllachoraceae.   Inga underarter finns listade i Catalogue of Life.